# Ulica Zygmunta Wróblewskiego w Krakowie
Ulica Zygmunta Wróblewskiego – ulica w Krakowie, w dzielnicy I Stare Miasto, na Kleparzu. Przebiega od skrzyżowania z ulicą Pędzichów w kierunku wschodnim, kończy się zaś jako sięgacz.

## Historia
Ulica została w obecnym kształcie wytyczona została pod koniec lat dziewięćdziesiątych XIX wieku i nosiła wtedy nazwę ul. Pędzichów Boczna. W 1937 roku Rada Miasta Krakowa nadała ulicy obecną nazwę dla upamiętnienia Zygmunta Wróblewskiego, polskiego fizyka, członka Akademii Umiejętności (od 1880), profesora Uniwersytetu Jagiellońskiego.

## Zabudowa
- ul. Zygmunta Wróblewskiego 1–3 (ul. Pędzichów 5) – kamienica. Projektował Józef Pokutyński, 1904–1905. Obecnie siedziba komisariatu policji.
- ul. Zygmunta Wróblewskiego 2 (ul. Pędzichów 7) – kamienica. Projektował Józef Pokutyński, 1902.
- ul. Zygmunta Wróblewskiego 4 – kamienica, XIX wiek.
- ul. Zygmunta Wróblewskiego 5 – willa. Projektował Józef Pokutyński, ok. 1900[a].
- ul. Zygmunta Wróblewskiego 6 – willa. Projektował Józef Pokutyński, ok. 1900. Obecnie budynek Wyższej Szkoły Europejskiej.

Opracowano na podstawie źródła: Gminnej ewidencji zabytków – Kraków.